# Ferrucyon
Ferrucyon — вимерлий рід всеїдних ссавців родини псових, які населяли Північну Америку в пліоцені. Типовий вид, F. avius, спочатку був інтерпретований як родич сучасної лисиці-крабоїда (Cerdocyon thous), і описаний як вид, що належить до роду Cerdocyon. У результаті переосмислення знахідки Руїс-Рамоні та ін. (2020) вивели його в окремий рід Ferrucyon. Скам'янілості цього виду були знайдені в Нижній Каліфорнії (формація Рефугіо).